# 下巴尤瓦斯
拜乌瓦斯德亚瓦霍，是西班牙卡斯蒂利亚-莱昂索里亚省的一个市镇。总面积44平方公里，总人口267人（2001年），人口密度6人/平方公里。